# اتحاد شباب جبهة النضال الشعبي الفلسطيني
اتحاد شباب النضال الفلسطيني هو منظمة شبابية في الأراضي الفلسطينية. والجناح الشبابي لجبهة النضال الشعبي الفلسطيني. رزق النمورة هو رئيس الاتحاد.